# Kodłutowo
Kodłutowo – wieś sołecka w Polsce położona w województwie mazowieckim, w powiecie płońskim, w gminie Raciąż.
| SIMC    | Nazwa   | Rodzaj    |
| ------- | ------- | --------- |
| 0123613 | Krzyżak | część wsi |
| 0123620 | Sobocin | część wsi |

W latach 1975–1998 miejscowość administracyjnie należała do województwa ciechanowskiego. 1 stycznia 2003 roku częściami wsi Kodłutowo stały się ówczesne przysiółki Krzyżak i Sobocin.